# Ich denke oft an Hawaii
Ich denke oft an Hawaii ist ein deutscher semidokumentarischer Spielfilm aus dem Jahr 1978. Verantwortlich für Kamera, Regie, Montage, Produktion und Kostüme war Elfi Mikesch.

## Handlung
Im Zentrum des Films steht eine Arbeiterfamilie, die von Berlin-Kreuzberg in den Berliner Stadtteil Gropiusstadt umzieht. Der Vater Roberto hat die Familie bereits vor Jahren und verlassen und hinterließ lediglich Postkarten und Schallplatten mit hawaiianischer und karibischer Musik. Protagonistin der Handlung ist die sechzehnjährige Tochter der Familie, Carmen, welche, um der grauen Tristesse des alltäglichen Lebens zu entkommen, sich ihre Welt mit opulenten Kleidern, Schminke und Blumen ausschmückt. Der kleinbürgerliche trübe Haushalt der Familie wandelt sich, auf diese Weise, während des Films zu einem Ort lebendiger und farbenfroher Fantasie.
Mikesch begleitete die Familie in ihrem realen Alltag und erlaubt so der Zuschauerschaft einen ungefilterten Einblick in die Wünsche aber auch Ängste der verschiedenen Familienmitglieder.

## Interpretation
Die Regisseurin erklärte zu dem Film: „Das Problem, keine Probleme zu haben, da man sich ihrer nicht bewußt ist, darunter aber auf eine unbestimmte Weise doch leidet, ist Mittelpunkt des Films.“

## Stilmittel und Symbole
Einprägend ist vor allem Mikeschs Verwendung von schwarzweißen Szenen, die im Verlauf des Films immer wieder mit farbintensiven Sequenzen kontrastiert werden. Mikesch selbst sagte dazu: „Die Verwendung von Schwarzweiß und Farbe in einem Film ist für mich u. a. die Möglichkeit, etwas diaphan auszudrücken.“ Auch übertrieben laute, verzerrte oder mit dem Bild asynchrone Geräusche werden gezielt eingesetzt, um bestimmte Szenen zu untermalen und diese noch fantastischer wirken zu lassen.

## Auszeichnungen
- Bundesfilmpreis 1978 für Dokumentarfilm (Filmband in Silber)[6][2]